# Neriene redacta
Neriene redacta är en spindelart som beskrevs av Chamberlin 1925. Neriene redacta ingår i släktet Neriene och familjen täckvävarspindlar. Inga underarter finns listade i Catalogue of Life.